# Кефей (сын Алея)
Кефей (др.-греч. Κηφεύς) — персонаж древнегреческой мифологии. Один из Алеадов, сын Алея и Неэры (либо Клеобулы). По другой версии, сын Ликурга и внук Алея. Участник Калидонской охоты. Аргонавт.
По его имени назван город Кафий в Аркадии. Кафиейцы, изгнанные Эгеем из Афин, бежали в Аркадию и поселились там. Отец Аэропа; либо отец Аэропы и дед Аэропа. Афина в качестве дара дала ему обещание, что никогда Тегея не будет взята оружием, и дала ему локон из волос Медузы.
Отец 20 сыновей. Кефей и его сыновья погибли в походе на Лакедемон в поддержку Геракла (по Диодору, был убит Кефей и 17 его сыновей из 20).